# 魔力充電娘
《魔力充電娘》是由ぢたま(某)創作的日本漫畫作品，在Comic Gum2006年1月號到2013年12月號期間連載。單行本由WANI BOOKS發售共10冊，中文版由尖端出版代理發售。2009年播放電視動畫共12集。

## 故事大綱
身心的疲勞或煩惱，雖然程度因人而異，大多數人都有這樣的困擾。當它累積到無法自行恢復時無法承受的沉重壓力會使得人的心智「受挫」。但是，有一群人類肉眼所看不見的女生團體，為了防範於未然而忙著到處由外部注入「氣力」。人們稱她們為「充電娘」。

## 人物介紹

### 充電娘
布拉格‧克萊爾斯塔（配音：福原香織）
18歲。迷糊，大家公認的笨蛋。充電時常忘了接地，以致被扣薪。原本認為充電就可以解決一切事情，但後來受閃登影響改為調查問題所在，等到適當時機再充電。即使犧牲性命，也要為其充電對象充電，對閃登抱有好感。
亞蕾絲特‧布蘭克托（配音：高垣彩陽）
屬公司充電二課，與布拉格同期。剛開始跟布拉格搭擋時完全不認同布拉格「找問題源頭再充電」的想法。認為跟她一組很丟臉。經過多次與布拉格吵架及跟閃登對決後也慢慢接受其想法。似乎喜歡閃登？曾被布拉格威脅穿女僕裝。
麗佳‧格魯法尼（配音：川澄綾子）
漏電娘，是監察室人員的通稱，是菁英中的菁英，因缺「適正因子」而不能成為充電娘。調查充電娘們是否有竊電或蓄電等危害公司利益的行為。
庫蘭‧尚特（配音：清水愛）
漏電娘，是監察室人員的通稱，是菁英中的菁英，因缺「適正因子」而不能成為充電娘。調查充電娘們是否有竊電或蓄電等危害公司利益的行為。
羅納‧爾魯（配音：平野綾）
放電娘，動畫原創角色。
賽兒（配音：喜多村英梨）
14歲充電娘實習生，遊戲原創角色。

### 閃登家與其夥伴
近江閃登（配音：高橋廣樹）
20歲。極少數看的到充電娘的人。第一次看到布拉格穿牆時用球棒打她。似乎只要被他觸摸到的東西充電娘都能感受到。認為「充電」只治標不治本，充完電後還會重複同樣的事情。因為看的到充電娘，使得他身邊有危險的人一一獲救。後來與布拉格一起找需要救的人。原本布拉格要他利用生命探測器，不過他看過兩三人後就知道哪些對象是需要充電的。
近江榮司
閃登的爸爸。當其妻子過世時適逢泡沫經濟，為了公司而將喪禮交由親戚處理，也使得閃登討厭他，在某天達到A級狀態被布拉格發現。目前與閃登及小茜的關係逐漸回溫中。
近江小茜（配音：宮崎羽衣）
閃登的妹妹，喜歡閃登。曾因為閃登不讓她做事令其沮喪而達C級警戒。後來經布拉格協助讓她與閃登輪流做事。以前和爸爸關係不好，不過心裡或許一直想親近爸爸。
朝永依緒乃（配音：矢作紗友里）
小茜的朋友。曾協助閃登觀察其妹妹的異狀。
奧田貴志
閃登的朋友，樂團的鼓手。因其祖父病倒，加上樂團表演在即，使他精神沮喪而達需充電狀況。經布拉格與閃登幫助，已恢復以往的情形。
碧次君（配音：金田朋子）

### 其他
梶原健太
Z指定類型的人。在學校被欺負使他足不出戶，不過似乎是誤會一場？經布拉格以命為賭注為其充電後變開朗。

## 基本概念
- NEODYM公司

充電娘們所屬的公司。
- 目標：針對在「平行世界」活動的「人類」，其「生命深度」顯著低下者進行注入「生氣」的「充電」作業，以促使其靈魂的恢復。

- Z指定：充電對象的新陳代謝很急遽，為其充電不但充不進去，反而會造成充電者受傷，更甚者會危急其生命。以目前的絕緣服最多只能充五秒。

- 分級：A~F，A~C為需充電對象，尤其A為最危險，且要向公司報告以尋求指示。

- 人類雖看不到充電娘，但卻觸摸的到。須啟動全區遮斷不可視力場，不然會被看到影子。雖能被生物、天然物觸摸到，但可穿過所有人工物品。

### 充電娘裝備
- 絕緣服：避免漏電時被電。

- 接地線：避免漏電時被電。

- 生命探測器：可以將看到的人分成A~F等級。會以聲音警告需充電對象狀態的惡化程度。

- 自動探測器：生命探測器中附屬的機能。

## 單行本
| 冊數 | WANI BOOKS                                                        | WANI BOOKS     | 尖端出版        | 尖端出版       |
| 冊數 | ISBN                                                              | 发售日期       | ISBN            | 發售日期       |
| ---- | ----------------------------------------------------------------- | -------------- | --------------- | -------------- |
| 1    | ISBN 978-4-8470-3552-4                                            | 2006年6月24日  | ISBN 7702208384 | 2007年3月12日  |
| 2    | ISBN 978-4-8470-3593-7                                            | 2007年3月24日  | ISBN 7702211814 | 2007年6月23日  |
| 3    | ISBN 978-4-8470-3616-3                                            | 2007年9月25日  | ISBN 7702216271 | 2008年3月18日  |
| 4    | ISBN 978-4-8470-3640-8                                            | 2008年6月25日  | ISBN 7702223154 | 2008年12月19日 |
| 5    | ISBN 978-4-8470-3668-2                                            | 2009年1月23日  | ISBN 7702230215 | 2009年12月23日 |
| 6    | ISBN 978-4-8470-3700-9                                            | 2009年9月19日  | ISBN 7702230223 | 2010年10月20日 |
| 7    | ISBN 978-4-8470-3753-5                                            | 2010年10月25日 | ISBN 7702236426 | 2011年10月8日  |
| 8    | ISBN 978-4-8470-3789-4                                            | 2011年9月24日  | ISBN 7702247177 | 2012年5月9日   |
| 9    | ISBN 978-4-8470-3822-8（通常版） ISBN 978-4-8470-3822-8（限定版） | 2012年7月25日  | 不適用          | 不適用         |
| 10   | ISBN 978-4-8470-3907-2（通常版） ISBN 978-4-8470-3907-2（限定版） | 2014年1月28日  | 不適用          | 不適用         |

## 電視動畫
2009年6月25日起在AT-X先行播放，同年10月開始獨立UHF局放送中。全12話。

### 製作人員
- 原作：Ditama某
- 監督：木村真一郎
- 系列構成：山田靖智
- 人物設定：渡邊敦子
- 總作畫監督：渡邊敦子、杉本功
- 美術監督：貴志泰臣
- 色彩設計：柳澤久美子
- 攝影監督：鹽見和欣
- 音樂：多田彰文
- 音響監督：高橋剛
- 制片：Genco
- 動畫制作：雲雀工作室
- 制作：NEODYM综合充电社

### 主題歌
片頭曲「CHARGE!」
作詞：望月智充；作曲、編曲：多田彰文；歌：布拉格（福原香織）、亞蕾絲特（高垣彩陽）
片尾曲
作詞：望月智充；作曲、編曲：多田彰文；歌：布拉格（福原香織）

### 各话资料
| 話數     | 標題                      | 中文標題               | 腳本       | 分鏡         | 演出       | 作畫監督   |
| -------- | ------------------------- | ---------------------- | ---------- | ------------ | ---------- | ---------- |
| CHARGE01 |                           | 插入！                 | 山田靖智   | 木村真一郎   | 鈴木芳成   | 渡邊真由美 |
| CHARGE02 |                           | 時機！                 | 植竹須美男 | 岡本英樹     | 岡本英樹   | 竹上貴雄   |
| CHARGE03 |                           | 锁定！                 | 大久保智康 | 所俊克       | 齋藤德明   | 鐮田祐輔   |
| CHARGE04 |                           | 依緒乃，危机           | 山田靖智   | 後信治       | 德本善信   | 成川多加志 |
| CHARGE05 |                           | 發生！                 | 植竹須美男 | 平池芳正     | 平池芳正   | 木村貴宏   |
| CHARGE06 |                           | 逆流                   | 大久保智康 | 鐮田祐輔     | 鐮田祐輔   | 小關雅     |
| CHARGE07 |                           | 女仆亞蕾絲特！         | 植竹須美男 | 所俊克       | 三好正人   | 山形孝二   |
| CHARGE08 | 無茶と優しさ              | 胡來與溫柔             | 大久保智康 | 浅井義之     | 鈴木芳成   | 渡辺真由美 |
| CHARGE09 | 監査室特務部・漏電ちゃん! | 監查室特務部・漏電娘！ | 山田靖智   | 五月女浩一朗 | 齋藤徳明   | 竹上貴雄   |
| CHARGE10 | ぷれぜんと!?              | 禮物！？               | 植竹須美男 | 鎌田祐輔     | 鎌田祐輔   | 鎌田祐輔   |
| CHARGE11 | 要警戒!放電ちゃん!        | 需要警戒!放電娘！      | 大久保智康 | 岡本英樹     | 美甘義人   | 成川多加志 |
| CHARGE12 | ふぁいと!いっぱつ!        | Fight！一發！          | 山田靖智   | 木村真一郎   | 木村真一郎 | 杉本功     |

### 特別DVD
《魔力充電娘 秘密溫泉 樹段天空温泉》（ファイト一発! 充電ちゃん!! 秘湯 樹段天空温泉）是捆綁於DVD初回限定版的映像特典番外。
角色
- 女將：勝生真沙子

各話列表
| 話數      | 中文標題                  | 日文標題                      | 監督・分鏡・演出 | 劇本       | 作畫監督             |
| --------- | ------------------------- | ----------------------------- | ---------------- | ---------- | -------------------- |
| 獎勵充電1 | 在露天溫泉充電〜          | 露天風呂で充電〜              | 木村真一郎       | 大久保智康 | 渡辺敦子、渡邉真由美 |
| 獎勵充電2 |                           | スィーティ・アレスタ登場      | 木村真一郎       | 山田靖智   | 竹上貴雄             |
| 獎勵充電3 | 「深夜在温泉！！」PART I  | 『温泉の夜は更けて!!』PART I  | 木村真一郎       | 植竹須美男 | 成川多加志           |
| 獎勵充電4 | 「深夜在温泉！！」PART II | 『温泉の夜は更けて!!』PART II | 木村真一郎       | 大久保智康 | 渡邉真由美、竹上貴雄 |
| 獎勵充電5 | 充電戰鬥！                | 充電ファイト!                 | 木村真一郎       | 植竹須美男 | 渡辺敦子             |
| 最後充電  | 晚宴之夜                  | 宴の夜                        | 木村真一郎       | 山田靖智   | 杉本功               |

## 遊戲
2010年5月27日由Russell（ラッセル）發售戀愛冒險類型PlayStation Portable遊戲《魔力充電娘 CC》（ファイト一発! 充電ちゃん!! CC）。遊戲新增原創角色「賽兒」（セル・アクチュレータ），故事共有7種結局。

## 外部連結
- 電視動畫官方網站 （页面存档备份，存于）（日語）
- 遊戲官方網站 （页面存档备份，存于）（日語）